# La Penilla
La Penilla es una localidad del municipio de Santa María de Cayón (Cantabria, España). En 2020 contaba con una población de 1957 habitantes (INE). La localidad se encuentra a 2,2 kilómetros de la capital municipal, Santa María de Cayón, y a 90 metros sobre el nivel del mar. Desde el año 1905, en este pueblo existe una fábrica de Nestlé, la primera que la multinacional suiza estableció fuera de Suiza. Destaca también la ermita románica de San Miguel de Carceña, que fue declarada Bien de Interés Local en el año 2005.